# خانه آل طه
خانه آل طه مربوط به دوره پهلوی است و در کوهبنان، خیابان شهید صدوقی واقع شده و این اثر در تاریخ ۱۲ بهمن ۱۳۸۱ با شمارهٔ ثبت ۷۲۷۸ به‌عنوان یکی از آثار ملی ایران به ثبت رسیده است.